# Luật thương mại quốc tế
Luật thương mại quốc tế bao gồm những quy tắc và tập quán phù hợp để thực hiện trao đổi thương mại giữa các quốc gia. Tuy nhiên, nó cũng được dùng một cách không chính xác trong lối viết pháp lý như là thương mại giữa các khu vực kinh tế tư nhân của các nước. Ngành luật này hiện nay là một ngành nghiên cứu độc lập khi mà hầu hết các chính phủ đã trở thành một phần của thương mại thế giới, thành viên của Tổ chức thương mại thế giới (WTO). Vì sự trao đổi giữa các khu vực kinh tế tư của các quốc gia là một phần quan trọng của các hoạt động WTO, ngành luật này giờ đây là một phần rất quan trọng của các công trình học thuật và đang được nghiên cứu ở nhiều trường đại học trên toàn cầu.

## Tổng quan
Luật thương mại quốc tế nên được phân biệt với một lĩnh vực rộng hơn, là luật kinh tế quốc tế. Luật kinh tế quốc tế bao trùm không chỉ luật WTO, mà còn cả luật điều chỉnh hệ thống tiền tệ quốc tế và việc quản lý tiền tệ, cũng như luật phát triển quốc tế.
Hệ thống các quy tắc cho thương mại xuyên quốc gia trong thế kỷ 21 bắt nguồn từ pháp luật thương mại thời trung cổ gọi là lex mercatoria và lex maritima — lần lượt mang nghĩa, "luật cho thương gia trên cạn" và "luật cho thương gia trên biển." Luật thương mại hiện đại (vượt ra ngoài các hiệp định song phương) bắt đầu một thời gian ngắn sau Chiến tranh thế giới II, với việc đàm phán một hiệp ước đa phương điều chỉnh thương mại hàng hóa: Hiệp ước chung về thuế quan và mậu dịch (GATT).
Luật thương mại quốc tế dựa trên những lý thuyết của chủ nghĩa tự do kinh tế được phát triển ở châu Âu và sau đó là Hoa Kỳ từ thế kỷ 18 trở đi.
Luật thương mại quốc tế là một tập hợp những quy tắc pháp lý của "pháp luật quốc tế" và lex mercatoria mới, điều chỉnh các quan hệ trong thương mại quốc tế. "Pháp luật quốc tế" – các hiệp ước quốc tế và đạo luật của các tổ chức liên chính phủ quốc tế điều chỉnh các quan hệ trong thương mại quốc tế.
Lex mercatoria là "luật cho thương gia trên cạn"; Alok Narayan định nghĩa "lex mercatoria" là "bất kỳ luật nào liên quan đến kinh doanh", Giáo sư Julius Stone đã phê phán cách nhìn này. Lex maritime là "luật cho thương gia trên biển". Alok trong bài viết gần đây của mình đã cho rằng định nghĩa này "quá hẹp" và "hoàn toàn mang tính sáng tạo". Giáo sư Dodd và Giáo sư Malcolm Shaw của Đại học Leeds ủng hộ quan điểm này.

## Tổ chức thương mại thế giới
Năm 1995, Tổ chức thương mại thế giới, một tổ chức chính thức có chức năng điều chỉnh thương mại, được thành lập. Đây là bước phát triển quan trọng nhất trong lịch sử luật thương mại quốc tế.
Những mục đích và cơ cấu của tổ chức được quy định bởi Hiệp định Thành lập Tổ chức thương mại thế giới, còn có tên "Hiệp định Marrakesh". Văn bản này không đưa ra cụ thể các quy tắc điều chỉnh thương mại quốc tế ở các lĩnh vực. Các quy tắc như vậy nằm trong các hiệp ước tách biệt, đi kèm Hiệp định Marrakesh.
Phạm vi hoạt động của WTO:
(a) cung cấp một khung quản lý và thực thi các hiệp định;
(b) là diễn đàn cho các cuộc đàm phán sâu hơn;
(c) là cơ chế rà soát chính sách thương mại; và
(d) thúc đẩy hơn nữa sự mạch lạc giữa các chính sách kinh tế của các nước thành viên
Các nguyên tắc của WTO:
(a) Không phân biệt đối xử (nghĩa vụ đối xử tối huệ quốc và nghĩa vụ đối xử quốc gia)
(b) Tiếp cận thị trường (giảm các rào cản thuế quan và phi thuế quan đối với thương mại) 
(c) Cân bằng tự do hóa thương mại và các lợi ích xã hội khác
(d) hài hòa hóa quy tắc quốc gia (các hiệp định TRIPS, TBT, SPS)

## Thương mại hàng hóa
Hiệp ước chung về thuế quan và mậu dịch (GATT) đã là xương sống của luật thương mại quốc tế từ năm 1948 sau khi hiến chương về thương mại quốc tế được nhất trí ở La Habana. Nó bao gồm các quy định liên quan đến việc thực hiện thương mại "không công bằng" — bán phá giá và trợ cấp. Có nhiều thứ đã tác động tới GATT như Vòng đàm phán Uruguay và Hiệp định Thương mại Tự do Bắc Mỹ.
Năm 1994 Tổ chức thương mại thế giới (WTO) được thành lập để thay thế vai trò của GATT. Vì GATT vốn chỉ như một công cụ tạm thời điều chỉnh các vấn đề thương mại, và những nhà sáng lập đã hy vọng đến một thứ chắc chắn hơn.
Ý tưởng của những hiệp định này (WTO và GATT) là kiến tạo một sân chơi thương mại công bằng cho tất cả các nước. Bằng cách này mọi quốc gia nhận được những giá trị công bằng từ thương mại. Đó là điều khó khăn bởi mỗi quốc gia có một quy mô nền kinh tế khác nhau. Tại Mỹ, Đạo luật Mở rộng Thương mại được ban hành năm 1962.

## Những nguyên tắc của pháp luật thương mại quốc tế
- Nguyên tắc đối xử quốc gia: Hàng hóa nhập khẩu và hàng hóa địa phương phải được đối xử công bằng — ít nhất sau khi hàng hóa nước ngoài đã vào được thị trường. Tương tự đối với các dịch vụ trong và ngoài nước, và với các sáng chế, bản quyền, nhãn hiệu nước ngoài và địa phương. Những nguyên tắc này áp dụng cho thương mại hàng hóa, thương mại dịch vụ cũng như các khía cạnh liên quan đến thương mại của quyền sở hữu trí tuệ.
- Nguyên tắc đối xử tối huệ quốc (MFN): Các nguyên tắc MFN đảm bảo mỗi lần một thành viên WTO hạ thấp hàng rào thương mại hay mở cửa thị trường, thành viên ấy phải làm như nhau đối với các dịch vụ và hàng hóa tương tự từ tất cả các nước thành viên WTO, không phân biệt quy mô nền kinh tế hay mức độ phát triển. Nguyên tắc MFN yêu cầu trao cho tất cả các thành viên WTO bất kỳ lợi thế nào được trao cho bất kỳ nước nào khác. Một thành viên WTO có thể trao một lợi thế cho các thành viên WTO khác, mà không cần phải trao lợi thế cho các nước khác không phải thành viên.

## Thương mại và tài sản sở hữu trí tuệ
Tổ chức thương mại thế giới-Hiệp định về các khía cạnh liên quan đến thương mại của Quyền sở hữu trí tuệ (TRIPS) yêu cầu các quốc gia tham gia ký kết nâng các quyền sở hữu trí tuệ (còn gọi là các đặc quyền độc quyền sở hữu trí tuệ). Điều này, một cách gây tranh cãi, đã tác động tiêu cực đến việc tiếp cận các loại thuốc cần thiết ở một số quốc gia như các nước kém phát triển hơn, khi nền kinh tế địa phương không có khả năng sản xuất nhiều sản phẩm kỹ thuật như dược phẩm.

## Giao dịch qua biên giới
Các hoạt động qua biên giới là đối tượng chịu thuế của nhiều hơn một quốc gia. Hoạt động thương mại diễn ra giữa một vài chủ quyền tài phán hay quốc gia được gọi là giao dịch qua biên giới. Các giao dịch liên quan đến bất kỳ động thái phát triển mới nào của kinh doanh quốc tế hay thương mại quốc tế cũng cần được ghi nhận trong luật thuế, khi mỗi nước thực thi các luật khác nhau đối với các thực thể kinh doanh nước ngoài. Việc hoạch định thuế ở tầm quốc tế đảm bảo các thực thể kinh doanh qua biên giới tuân thủ các quy định và tránh hoặc giảm hiện tượng đánh thuế hai lần.

## Giải quyết tranh chấp
Nổi bật nhất trong lĩnh vực giải quyết tranh chấp liên quan đến luật thương mại quốc tế là hệ thống giải quyết tranh chấp của WTO. Cơ quan giải quyết tranh chấp WTO hoạt động từ năm 1995 và đã rất tích cực làm việc với 369 vụ việc trong khoảng thời gian từ 1 tháng 1 năm 1995 đến 1 tháng 12 năm 2007. Gần một phần tư các tranh chấp đạt được một biện pháp hòa giải, trong các vụ khác các bên liên quan phải cần đến phán quyết. Cơ quan giải quyết tranh chấp WTO có thẩm quyền duy nhất và bắt buộc đối với những tranh chấp liên quan đến luật WTO (Điều 23.1 Bản ghi nhớ Giải quyết tranh chấp).